# Chiesa della Pentecoste
La chiesa delle Pentecoste è un luogo di culto cattolico che si trova a Bagno a Ripoli.
Edificata nel cuore del paese, edificata fra il 1998 e il 2001 e di fattura moderna, è la nuova sede della parrocchia. Subentra, come sede, alla chiesa di Santa Maria a Quarto.

## Storia
Il 1998 vede la posa della prima pietra. L'inaugurazione avrà luogo dopo tre anni, il 3 giugno 2001. Il progetto architettonico della pregevole costruzione è opera degli architetti fiorentini Paolo Frullini e Carlo Viliani, il progetto delle ardite strutture, in cemento armato e legno lamellare, degli ingegneri fiorentini Fabio Torelli e Francesco Pattarino.

## Opere all'interno
- Via Crucis, opera dello scultore Perrotta[2].
- Allegoria della Carità - Copia moderna della figura della carità (originale presso l'Ospedale del Ceppo - Pistoia, inserita nel fregio con le sette opere della misericordia)[2].
- Copia di "Cristo in Croce tra i simboli del sole della luna, quattro Angeli dolenti, la Madonna e i Santi Maria Maddalena, Giovanni, Bernardo di Chiaravalle e Benedetto" di Taddeo Gaddi[2].
- L'"Epitrachelion dell'Annunciazione" indossata dai sacerdoti (o vescovi) della chiesa d'oriente, simile alla stola della chiesa cattolica.[3]. Il manufatto è composto da due bandinelle processionali ritrovate nella vicina Chiesa di Santa Maria a Quarto, esposte dall'aprile 2009 e restaurate dal laboratorio di restauro dei tessili dell'Opificio delle pietre dure di Firenze. Gli stoloni risalgono agli anni tra la fine del XVII e l'inizio del XVIII secolo e sono localizzabili in una zona dell'odierna Romania, Valacchia e Moldavia.

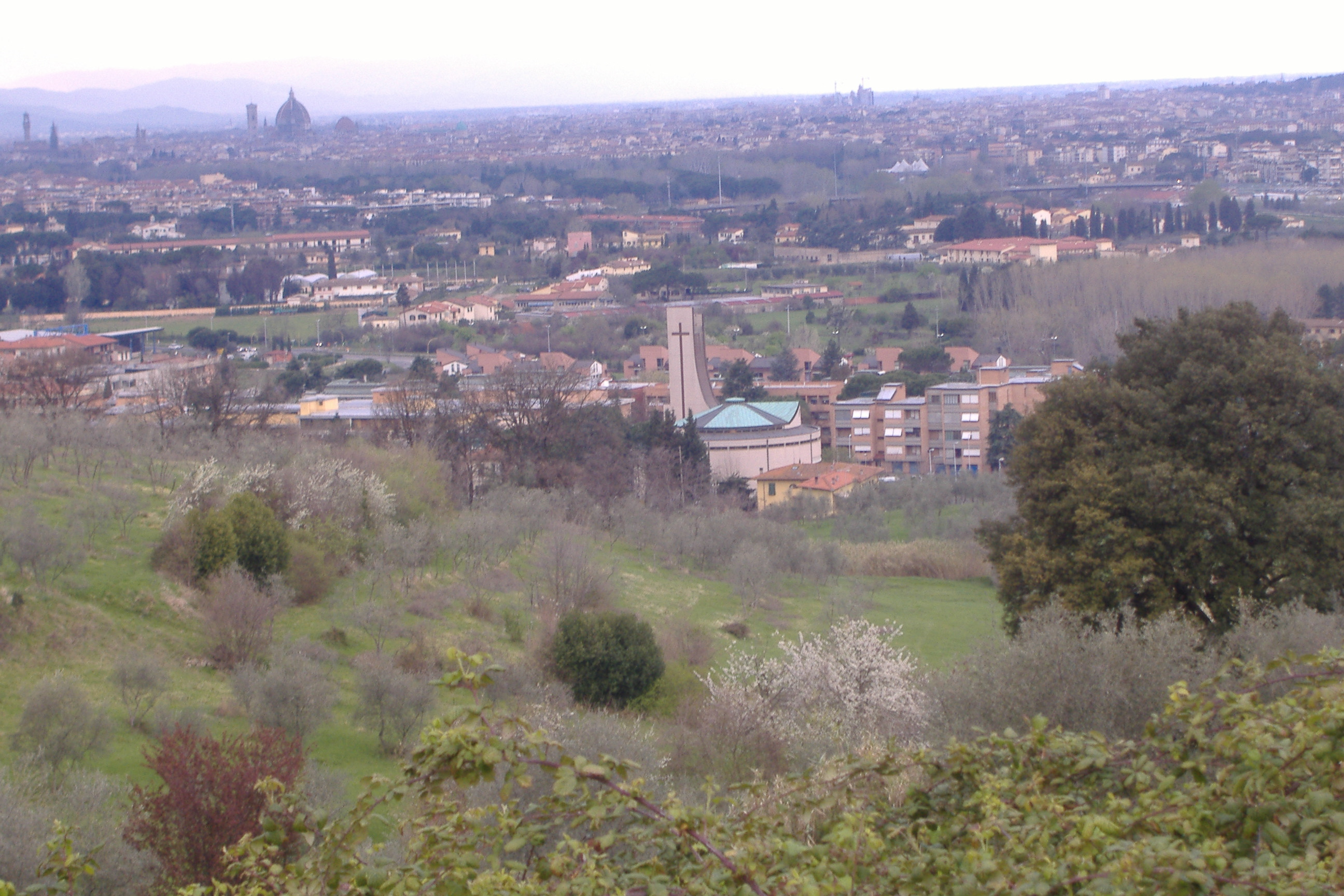
La chiesa vista dalla sovrastante collina di Quarto, sullo sfondo il Duomo di Firenze.